# أحمد مكنزي
أحمد حسن اللامي (مواليد 24 سبتمبر 2001) هو لاعب كرة قدم عراقي يلعب في مركز الدفاع مع نادي الكرمة في دوري نجوم العراق.

## الألقاب
- حصل على بطولة كأس السوبر العراقي مع نادي الزوراء في عام 2019
- حصل على بطولة غرب آسيا مع المنتخب العراقي تحت 20 سنة في عام 2020
- حصل على لقب بطولة غرب آسيا مع المنتخب العراقي تحت 23 سنة في عام 2023